# Fenyvesi József (festő)
Fenyvesi József (Névvariánsok: (f) Fenyvesi József; Gilvánfai Fenyvesi József; Gilvánfa, 1928–2005) magyarországi cigány festőművész.

## Életútja, munkássága
Édesapja korán elhunyt, anyja napszámos munkából nevelte fel. Már az általános iskolában is szeretett rajzolni, de az ő körülményei közt nem nyílt lehetőség továbbtanulásra, fakitermelésben kereste meg kenyerét, s családot alapított. 1958-ban három évig képzőművészeti szakkörbe járt, itt tanulta meg a festési technikákat, s a stílusirányzatokat. 1974-től kiállító művész. Legfőbb érdeme, hogy a cigányság szokásait, életmódját ábrázolja, mindez néprajzi vonatkozásban is figyelemre méltó. Kivált nevezetes az a festmény-sorozata, amelyet 1988-ban fejezett be „A cigányság vándorlása a XII.-XIII. századtól a XX. századig” címmel. 2005-ben bekövetkezett halála után is gyakran szerepeltették képeit csoportos kiállításokon, posztumusz Az emlékezés színes álmai című csoportos kiállításon „vándoroltak” Fenyvesi József képei is 2007-2009-ben. Életrajzát, képeit a 2009-es Cigány festészet című reprezentatív albumba is felvették. Műveit őrzik a Roma Parlament Képtárában, a Magyar Művelődési Intézetben és magángyűjteményekben.

## Képei a 2009-es Cigány festők című albumból
- Kéregetők (olaj, farost, 72x52 cm, év nélkül)
- Cigánytelep (olaj, farost, 60x40 cm, év nélkül)
- Cigányok vándorlása (olaj, karton, 67x50 cm, 1989)
- Házasságom története (olaj, farost, 70x50 cm, 1989)
- Vándorló cigány család (olaj, farost, 70x50 cm, 2002)
- Szakállas férfi (olaj, papír, 23x32 cm, 1989)[1]

## Képeinek kiállításai (válogatás)
- 1974 •Magyarmecske
- 1975, 1976 • Pécs
- 1977 • Siklós
- 1978 • Komló • Drávafok • Budapest
- 1981-1991 • Ormánsági Tájház állandó kiállítása, Luzsok
- 1991 • Weber Ház, Weiz (Ausztria) • Kulturzentrum Minoriten, Graz
- 1982 • Tatabánya • Sopron
- 1983 • Nyíregyháza
- 1984 • Békéscsaba
- 1988 • Szolnok
- 1990 • Baranya Megyei Művelődési Központ, Pécs • GARISSON Klub, Pécs • Rácz Aladár Kulturális Központ, Pécs
- 1991 • Művelődési Központ, Marcali  • Művelődési Központ, Szekszárd
- 1990-es évek:

Lenau Ház, Pécs
Perem Galéria, Pécs
Graz
Judenburg
Kazinczy Múzeum, Sárospatak
OCIMK Galéria, Budapest
Fővárosi Művelődési Ház, Budapest
- 2000 • Roma Képzőművészek III. Országos Kiállítása,[2][3] Magyar Művelődési Intézet, Budapest
- 2007 • Az emlékezés színes álmai : vándorkiállítás, Peking • Magyar Nemzeti Galéria, Budapest
- 2008, 2009  • Az emlékezés színes álmai, vándorkiállítás, Szolnok • Eger • Pécs • Salgótarján • Miskolc • Szekszárd